# ディアナ・アルヴァレシュ・ペレイラ・デ・メロ
ディアナ・マリアナ・ヴィトーリア・アルヴァレシュ・ペレイラ・デ・メロ（Diana Mariana Vitória Álvares Pereira de Melo, 1978年7月25日 ジュネーヴ - ）は、ポルトガル出身の著述家。同国有数の大貴族カダヴァル公爵家の第11代当主で、第11代カダヴァル女公爵を称する。結婚に伴いオルレアン家の一員となった。メディアなどではディアナ・デ・カダヴァル（Diana de Cadaval）の名で知られる。
第8代カダヴァル公爵の長嫡孫で第10代公爵を称したジャイメ・アルヴァレシュ・ペレイラ・デ・メロ（1913年 - 2001年）と、その2番目の妻でフランス人のクローディーヌ・トリッツ（1943年 - ）の間の第1子・長女。幼少期はリスボン・アメリカン・スクールに通い、成長するとパリ・アメリカン大学で学び、国際コミュニケーション学を専攻した。
父は最初の結婚で2人の娘を儲けたが、この結婚では宗教婚を行っておらず、宗教上及び貴族制度上の伝統では婚姻に疑義が生じた。これに対し、ディアナの母との再婚では民事婚に加え宗教婚も挙行していたため、父はディアナを正統後継者と見なした。2001年父が死ぬと、42歳年上の異腹の長姉ロザリンダ・アルヴァレシュ・ペレイラ・デ・メロ（1936年 - ）との間でカダヴァル公爵位および公爵家の資産をめぐる係争が生じた。この係争に関し、ポルトガル貴族評議会から裁定を付託されたポルトガル王位請求者ブラガンサ公ドゥアルテ・ピオは、ディアナを第11代女公爵と認定した（カダヴァル公爵位は完全に世襲制を認められた爵位ではなく、歴代公爵は存命中に国王に公爵位を認定されることで正式に爵位を得る手続きがあった）。補償的措置として、ブラガンサ公爵はロザリンダに対し、彼女の夫でエルメス創業家の一員であるユベール・ゲラン＝エルメス（1940年 - 2016年）の姓に因む初代カダヴァル＝ゲラン＝エルメス女公爵を名乗る資格を認めた。ディアナはエヴォラのカダヴァル公爵宮殿の他、サンタレン県サルヴァテッラ・デ・マゴシュ近郊ムゲの所領などを相続した。
2008年6月21日エヴォラ大聖堂にて、フランス王位請求者フランス公アンリの甥シャルル＝フィリップ・ドルレアンと結婚。夫婦は両シチリア王フランチェスコ1世を共通の先祖とする遠縁の関係にあった。夫婦の間には一人娘のイザベル（2012年 - ）がおり、その洗礼の代父母はスペイン王フェリペ6世及びドーラ・デッラ・ゲラデルスカ伯爵夫人（ルパート・ローウェンスタインの娘）だった。2022年、シャルル＝フィリップとの離婚を公表した。
ポルトガル国内の資産・所領を経営する一方、ポルトガルの王室史に関する数冊の著作がある。またデザイナーとしても活動し、2015年夏にはユベール・ド・ジバンシィとのコラボレーションで婚礼用ガウンの披露会を催した。ジバンシィは2008年の婚礼で自身がウェディングドレスに選んだブランドでもあった。

## 引用・脚注
1. ↑  Expresso - Diana de Cadaval: "Gosto que me Chamem Princessa"
2. ↑  “Official site of Prince Charles Philippe, Duke of Anjou - Baptism of Princess Isabelle of Orléans”. 2007年10月13日時点のオリジナルよりアーカイブ。2012年2月22日閲覧。
3. ↑  “Duc d'Anjou - Naissance de la princesse Isabelle”. 2007年10月13日時点のオリジナルよりアーカイブ。2012年2月22日閲覧。
4. ↑  “Divorce du prince Charles-Philippe d’Orléans et de la duchesse de Cadaval”. 2022年12月7日閲覧。
5. ↑  Lauriot Prévost, Marie-Eudes. Point de Vue, N.3496.  Claudine et Diane de Cadaval: Les Trésors d'Évora. 28 July 2015. (French).